# García Sánchez I., kralj Pamplone
García Sánchez I. (oko 919. – 22. veljače 970.) bio je kralj Pamplone od 931. do smrti.
Bio je sin kralja Sanča I. i Tode Aznárez, a imao je sestru Oneku. Otac mu je umro kada je imao šest godina, pa je kao regent vladao njegov stric Jimeno Gárces; nakon njegove smrti je kao regent vladala njegova majka Toda. Regenstvo je prestalo 934., kada je intervenirao njegov rođak, kalif Abd ar-Rahman III.
García je vodio brojne sukobe s Maurima. 937. je sklopio savez s Ramirom II. od Leona i Muhammad ibn Hashim, maurskim emirom Zaragoze, a što je na kraju rezultiralo padom Zaragoze u Garcíjine ruke. García se oženio svojom rođakinjom Andregotom Galíndez; njih dvoje su imali sina Sanča. Od nje se rastao 940., i umjesto toga namjeravao oženiti kćer Sunyera od Barcelone; kada se Sunyer priklonio Abd-ar-Rahmanu, odustao je od toga. Potom je oženio Terezu, kćer svog saveznika Ramira.
Nakon smrti Ramira II. i njegovog nasljednika Ordoña III., kraljevstvo Pamplona je kao nasljednika podržalo Sanča I., Garcíjinog nećaka. Kada se Garcíjin šurjak i saveznik Fernán González predomislio i umjesto Sanča podržao zeta Ordoña IV., odnosi Fernana i Garcije su zahladili. Sljedeće godine je Fernanova supruga i Garcijina sestra Sanča Sánchez umrla, nakon čega je García vojno intervenirao u Leónu, zarobio Fernána i vratio Sanča na prijestolje. Fernán je slobodu otkupio teritorijalnim ustupcima Garciji, a savezništvo je obnovljeno tek 954. kad je Fernán oženio Garcijinu kćer Uraku.
Garcíju je naslijedio njegov sin Sančo. Garcíjin mlađi sin bio je Ramiro Garcés, kralj Viguere.